# Serenadă în Valea Soarelui
Serenadă în Valea Soarelui (în engleză Sun Valley Serenade) este un film muzical  din 1941 regizat de H. Bruce Humberstone și cu Sonja Henie, John Payne, Glenn Miller, Milton Berle și Lynn Bari în rolurile principale. Conține muzică a orchestrei Glenn Miller, precum și dansuri ale Fraților Nicholas. De asemenea, Dorothy Dandridge interpretează „Chattanooga Choo Choo”, care a fost nominalizat la Oscar pentru cel mai bun cântec, a fost inclus în Grammy Hall of Fame în 1996 și a primit primul Gold Record pentru vânzări de 1,2 milioane dolari.
20th Century Fox a relansat filmul în 1946 și în 1954 pentru a se asocia cu filmul biografic Povestea lui Glenn Miller (The Glenn Miller Story).

## Rezumat
Ted Scott (John Payne) este un pianist de trupă al cărui manager decide că, pentru o reclamă bună în presă, trupa ar trebui să adopte un refugiat străin. Trupa merge pe Insula Ellis pentru a o cunoaște pe fată și în curând descoperă că refugiatul nu este un copil de 10 ani, ci o tânără, Karen Benson (Sonja Henie). Surpriza vine chiar înainte ca trupa să călătorească în Sun Valley, Idaho⁠(d), pentru un eveniment de Crăciun. În timp ce se află pe pârtiile de schi, Ted se îndrăgostește curând de planurile inventive ale lui Karen pentru a câștiga inima noului ei sponsor, spre marea supărare a iubitei sale, Vivian Dawn (Lynn Bari), solista trupei. Vivian renunță la trupă din gelozie, iar Karen organizează în schimb un spectacol grandios pe gheață.

## Distribuție
- Sonja Henie - Karen Benson
- John Payne -ca Ted Scott
- Glenn Miller - Phil Corey
- Milton Berle - Jerome K. „Nifty” Allen
- Lynn Bari - Vivian Dawn (voce cântând - Pat Friday )
- Joan Davis - domnișoara Carstairs (colecționar de caritate la Sun Valley)
- William B. Davidson - domnul Murray, proprietarul Sun Valley
- Almira Sessions - asistenta lui Karen
- The Modernaires⁠(d) - ei înșiși
- Nicholas Brothers⁠(d) - ei înșiși
- Dorothy Dandridge - a Specialty Act with the Nicolas Brothers
- Glenn Miller Orchestra⁠(d) - Phil Corey Orchestra / The Dartmouth Troubadours

Viitoarea medaliată cu aur olimpic, Gretchen Fraser, a fost dublura la schi a Soniei Henie. Fraser a fost membru al echipei olimpice în 1940 (anulat) și 1948.

## Filmări
Sun Valley Serenade a fost filmat în martie 1941, de Darryl Zanuck. Zanuck venise cu ideea filmului în timp ce era în vacanță în Sun Valley, Idaho⁠(d). Aproape toate filmările au fost făcute în platourile de sunet 20th-Century Fox de la Hollywood.  Doar câțiva actori au călătorit în Sun Valley pentru filmări exterioare. 

## Recepție
Filmink a crezut că Henie „este deosebit de elegantă..., dar totul în rest este fantastic. Distribuție genială în rolurile secundare.  Glenn Miller, o noutate. Divini frații Bari și Nicholas.” 